# RSS First Step
RSS First Step (Reusable Space Ship First Step) è una capsula spaziale New Shepard, costruita e gestita dall’azienda statunitense Blue Origin. È la terza capsula New Shepard a volare nello spazio e la prima a trasportare passeggeri. Il suo primo volo è stata la missione NS-14, che ha raggiunto un'altitudine di 107 km il 14 gennaio 2021.

## Storia
RSS First Step è la terza capsula New Shepard costruita da Blue Origin e la prima progettata per trasportare passeggeri. Ha volato nello spazio per la prima volta il 14 gennaio 2021, durante il volo spaziale NS-14. NS-14 è servito anche come volo inagurale del modulo di propulsione NS4. Il volo successivo, l'NS-15, anch'esso volato senza equipaggio con First Step e NS4, ha testato l'imbarco e lo sbarco in quella che Blue Origin ha definito una "esercitazione operativa degli astronauti". First Step ha volato per il primo volo con equipaggio di Blue Origin il 20 luglio 2021, trasportando nello spazio il fondatore Jeff Bezos e altri tre passeggeri. Ciò ha reso il Texas il quarto stato a lanciare esseri umani nello spazio, dopo Florida, California e Nuovo Messico. A novembre 2022, ha effettuato cinque successivi voli spaziali con equipaggio, trasportando nello spazio un totale di 31 persone, di cui una (Evan Dick) due volte.
La flotta New Shepard è rimasta a terra da settembre 2022 a dicembre 2023 a causa di un guasto durante la missione NS-23. La capsula utilizzata durante la missione, RSS H.G. Wells, è riuscito ad abortire con successo, mentre il booster è andato distrutto. La missione successiva NS-24 (senza equipaggio) e la successiva missione con equipaggio NS-25 hanno avuto luogo a seguito di un'indagine.

## Voli
| Missione | Data lancio (UTC) | Data atterraggio (UTC)  | Equipaggio                                                                                                   | Durata                | Esito    |
| -------- | --- | ----------------------- | --- | --------------------- | -------- |
| NS-14    | 14 gennaio 2021 | 14 gennaio 2021         | Senza equipaggio                                                                                             | ~10 minuti            | Riuscito |
| NS-14    | Volo di prova senza equipaggio. Volo inaugurale del modulo di propulsione NS4. |                         | |                       |          |
| NS-15    | 14 aprile 2021 | 14 aprile 2021          | Senza equipaggio                                                                                             | ~10 minuti            | Riuscito |
| NS-15    | Volo di prova senza equipaggio. Quattro dipendenti della Blue Origin fungono da passeggeri sostitutivi nelle procedure pre-volo. |                         | |                       |          |
| NS-16    | 20 luglio 2021, 13:11 | 20 luglio 2021, 13:21   | - Jeff Bezos - Mark Bezos - Wally Funk - Oliver Daemen                                                       | 10 minuti, 18 secondi | Riuscito |
| NS-16    | Primo volo con equipaggio del veicolo New Shepard e primo volo spaziale con equipaggio dal Texas. Trasportava il fondatore di Blue Origin Jeff Bezos e altri tre passeggeri. |                         | |                       |          |
| NS-18    | 13 ottobre 2021, 14:49 | 13 ottobre 2021, 14:59  | - Audrey Powers - Chris Boshuizen - Glen de Vries - William Shatner                                          | 10 minuti, 17 secondi | Riuscito |
| NS-18    | Missione di turismo spaziale. Secondo volo con equipaggio del New Shepard. Trasportava l'attore William Shatner e altri tre passeggeri paganti. |                         | |                       |          |
| NS-19    | 11 dicembre 2021, 15:00 | 11 dicembre 2021, 15:10 | - Laura Shepard Churchley - Michael Strahan - Dylan Taylor - Evan Dick - Lane Bess - Cameron Bess            | 10 minuti, 13 secondi | Riuscito |
| NS-19    | Missione di turismo spaziale. Terzo volo con equipaggio del New Shepard. Primo volo spaziale New Shepard con equipaggio al completo. Trasportava Laura Shepard Churchley, la figlia di Alan Shepard, da cui il veicolo prende il nome, il giocatore di football e conduttore di Good Morning America Michael Strahan, e altri quattro passeggeri paganti. |                         | |                       |          |
| NS-20    | 31 marzo 2022, 13:57 | 31 marzo 2022, 14:07    | - Marty Allen - Sharon Hagle - Marc Hagle - Jim Kitchen - George Nield - Gary Lai                            | 10 minuti, 4 secondi  | Riuscito |
| NS-20    | Missione di turismo spaziale. Quarto volo con equipaggio del New Shepard. Inizialmente era previsto che il comico Pete Davidson fosse a bordo, ma non è riuscito a volare a causa di un cambiamento nella data di lancio. Davidson è stato sostituito dal capo architetto del New Shepard Gary Lai. A bordo c'erano altri cinque passeggeri paganti.      |                         | |                       |          |
| NS-21    | 4 giugno 2022, 13:25 | 4 giugno 2022, 13:35    | - Evan Dick - Katya Echazarreta - Hamish Harding - Victor Correa Hespanha - Jaison Robinson - Victor Vescovo | 10 minuti, 5 secondi  | Riuscito |
| NS-21    | Missione di turismo spaziale. Quinto volo con equipaggio del New Shepard. L'equipaggio comprendeva un membro dell'equipaggio della missione NS-19, Evan Dick, e l'esploratore sottomarino Victor Vescovo. |                         | |                       |          |
| NS-22    | 4 agosto 2022, 13:56 | 4 agosto 2022, 14:06    | - Coby Cotton - Mário Ferreira - Vanessa O'Brian - Clint Kelly III - Sara Sabry - Steve Young                | 10 minuti, 22 secondi | Riuscito |
| NS-22    | Missione di turismo spaziale. Sesto volo con equipaggio del New Shepard. L'equipaggio comprendeva il primo portoghese e il primo egiziano nello spazio. |                         | |                       |          |
| NS-25    | 19 maggio 2024, 14:35 | 19 maggio 2024, 14:45   | - Kenneth Hess - Sylvain Chiron - Mason Angel - Ed Dwight - Carol Schaller - Gopi Thotakura                  | 9 minuti, 53 secondi  | Riuscito |
| NS-25    | Missione di turismo spaziale. Settimo volo con equipaggio del New Shepard. L'equipaggio includeva Ed Dwight, l'uomo più anziano a raggiungere lo spazio. |                         | |                       |          |